# Piotr W. Cholewa
Piotr Władysław Cholewa, pseud. PWC [czyt. PeWuC] (ur. 23 października 1955 w Sosnowcu) – polski tłumacz literatury anglojęzycznej, głównie fantastycznej, tłumacz serii Świat Dysku oraz działacz polskiego fandomu fantastycznego.

## Życiorys
Jest absolwentem studiów matematycznych na Wydziale Matematyczno-Fizyczno-Chemicznym Uniwersytetu Śląskiego. Po ukończeniu studiów pracował do 2000 na macierzystej uczelni, w Instytucie Matematyki. W 1987 obronił pracę doktorską. Wyznawca teorii, że „każdy powinien skończyć matematykę, bo to uczy dyscypliny myślenia”. Wieloletni członek Śląskiego Klubu Fantastyki, do którego wstąpił 1981, tuż po jego powstaniu. W przeszłości jego wiceprezes, od wielu lat redaktor naczelny Miesięcznika, były prezes i sekretarz Europejskiego Stowarzyszenia Science Fiction; były prezes, i członek zarządu Związku Stowarzyszeń Fandom Polski.
Od 1983 zajmował się tłumaczeniami. Działalność tę rozpoczął od opowiadań pojawiających się na łamach fanzinu Klubu Fantastyki. Potem zaczął pracować dla wydawnictw i przekładać opowiadania ukazujące się na łamach magazynu Fantastyka. Z czasem porzucił karierę uniwersytecką w dziedzinie matematyki i zajął się zawodowo tłumaczeniem.
Najbardziej znany z przekładów literatury fantastycznej (fantasy i science fiction) oraz komiksów. Tłumaczył książki takich pisarzy jak Terry Pratchett (cykl Świat Dysku), Orson Scott Card, William Gibson, Roger Zelazny czy Ursula K. Le Guin. Przełożył także na polski komiksy o Garfieldzie oraz Calvinie i Hobbesie.
Za tłumaczenie powieści Kolor magii otrzymał w 1995 nagrodę Stowarzyszenia Tłumaczy Polskich. W 1999 otrzymał nagrodę Golema przyznawaną przez Krakowski Klub Miłośników Fantastyki „Dżabbersmok” za działalność dla fandomu polskiego i Nagrodę Elektrybałta, czyli Literacką Nagrodę Online, przyznawaną autorom, których tekst został opublikowany w Internecie w danym roku. W 2000 roku został laureatem nagrody Konfederacji Fantastyki Rassun za tłumaczenia i wkład w fantastykę. Na Euroconie 2010 otrzymał nagrodę Europejskiego Stowarzyszenia Science Fiction (ESFS) Hall of Fame dla najlepszego tłumacza.
Jego żoną jest Elżbieta Gepfert. Jest ojcem Michała Cholewy, pisarza SF.

## Tłumaczenia serii Świata Dysku

### Ogólnie o tłumaczeniu Pratchetta
Piotr Cholewa zajmował się tłumaczeniem dzieł z serii Świata Dysku Terry’ego Pratchetta od wydania Koloru magii, pierwszej części sagi, do śmierci autora. Zapytany o ocenę serii jako całości, Cholewa twierdzi, że książki robią się coraz ciekawsze w miarę tworzenia. Jego zdaniem pierwsze części składały się z anegdotek związanych ze sobą bohaterami i głównym wątkiem, a kolejne stają się coraz bardziej spójne. Przytacza też słowa Pratchetta, który na spotkaniu autorskim powiedział, że „dopiero przy czwartej książce odkrył, że istnieje coś takiego jak fabuła i bardzo mu się to spodobało”.
Piotr Cholewa poznał Pratchetta osobiście i w wywiadach wypowiadał się na jego temat pozytywnie, nazywając go inteligentnym człowiekiem o ogromnym poczuciu humoru. Przytacza anegdoty bazujące na jego własnych rozmowach z pisarzem i spotkaniach z nim podczas konwentów czy w trakcie wizyt Pratchetta w Polsce. Podkreśla przywiązanie pisarza do czytelników i szacunek do nich. Zapytany o to, czy Pratchett miał duży wpływ na tłumaczenia swoich książek, Cholewa przytoczył anegdotę, według której autor kiedyś powiedział, że tłumaczenie ocenia się po wynikach sprzedaży.
Stwierdził też, że te książki powinien tłumaczyć ktoś, kogo one bawią, ponieważ najgorsze, co mogłoby im się stać, to tłumaczenie przez osobę, która nie uważa ich za śmieszne. „[P]ewne sprawy są trudne do przeniesienia, choćby dlatego, że my w szkole uczyliśmy się na pamięć innych wierszy, uprawialiśmy inne gry na podwórku, co innego jadaliśmy na śniadanie. I rzeczywiście czasami muszę dowcip lekko zaadaptować, żeby był czytelny – choć raczej rzadko”.
Cholewa ma do czynienia z reakcjami fanów Pratchetta na polskie tłumaczenie jego książek. Fandom przeprowadza szczegółowe analizy jego tłumaczenia, prawie zdanie po zdaniu porównując je z oryginałem. Na przykład czytelnicy wysnuli teorię, że zamieniając Dziewięć Praw na Dziesięć, tłumacz próbował nawiązać do Dziesięciu Przykazań. Jednak zmiana wynikała z błędu Cholewy, do którego ten przyznał się w wywiadzie.

### Szczegółowe trudności i zagadnienia
W kwestii nazw własnych, a szczególnie nazwisk, Piotr Cholewa pozostawia oryginał, chyba że imię jest znaczące i ma stanowić element komiczny. W przypadku nawiązań Cholewa także stara się trzymać oryginału, chyba że to uczyniłoby tłumaczenie niezrozumiałym dla polskiego odbiorcy. I tak jak sam twierdzi, zmienia dziecięce wyliczanki na takie kojarzone przez Polaków, cytaty literackie przerabia na cytaty z ich polskich tłumaczeń, a niektóre odniesienia pomija, żeby nie konfundowały czytelnika. Zdarza się przy tym, że coś znika w tłumaczeniu. Cholewa podaje za przykład Scone of Stone, czyli świętego kamienia krasnoludów, który jest jednocześnie żartem z rodzaju słodkiego pieczywa, aliteracją i nawiązaniem do Stone of Scone. Cholewa zdecydował się na Kajzerkę z Kamienia, oddając aliterację i nawiązanie do pieczywa, ale tracąc powiązanie ze Szkocją.
Zapytany o tłumaczenie odmian językowych, czy to regionalnych czy wynikających z manieryzmów bohatera, Cholewa stwierdził, że stara się czytać sobie wypowiedzi na głos i wyróżnić jedną dominującą cechę, którą próbuje oddać po polsku. Zamiast zignorować dialekty, stara się odtworzyć je w możliwie najbliższy sposób w języku polskim, oddając koloryt świata przedstawionego, jaki opisał pisarz i nierzadko bawiąc czytelnika.
Jednym z omawianych przez czytelników „Świata Dysku” tematem jest tłumaczenie książki „The Wee Free Men”, czy raczej jej dwóch polskich tłumaczeń, które ukazały się kilka lat po sobie. Pierwsze, wydane w Polsce w 2005 roku, dwa lata po wydaniu oryginału zostało przetłumaczone przez Dorotę Malinowską i pojawiło się na rynku pod tytułem Wolni Ciutludzie. W 2010 ukazało się drugie tłumaczenie książki, zrobione przez Piotra Cholewę. Tytuł drugiego wydania brzmiał „Wolni Ciut Ludzie”. Powodem zmiany tłumacza było, jak twierdzi Cholewa, odejście tłumaczki z wydawnictwa przed trzecią książką z cyklu o Tiffany i zaproponowanie mu zajęcia się kontynuacją. Zgodził się, ale pod warunkiem, że zaakceptują jego słownictwo i dla spójności przetłumaczył też dwa poprzednie tomy. W ten sposób powstały dwa bardzo się od siebie różniące tłumaczenia, które różnią się tytułem czy imieniem i nazwiskiem bohaterki (u Malinowskiej Akwila Dokuczliwa, a u Cholewy Tiffany Obolała). Przede wszystkim zaś różni się podejście tłumacza. Przy tłumaczeniu pierwszego wydania, kiedy dostępna była tylko pierwsza część cyklu o Tiffany, uważano go za cykl dla dzieci. Dowodzi tego na przykład fakt, że w pierwszym przekładzie znika gwara używana przez pewną grupę bohaterów (stylizowanych na Szkotów), podczas gdy w drugim zostaje ona zamieniona na połączenie gwar z różnych stron Polski, tak by odróżniała się od literackiej polszczyzny narracji. W pierwszym przypadku tekst staje się łatwiejszy do zrozumienia, ale traci na odmienności.

## Przełożył[15]

### Orson Scott Card
- Saga Endera
  - Gra Endera (1991)
  - Mówca umarłych (1992)
  - Ksenocyd (1995)
  - Dzieci umysłu (1998)
  - Ender na wygnaniu (2010)
- Saga Cienia
  - Cień Hegemona (2002)
  - Teatr cieni (2003)
  - Cień olbrzyma (2007)
- Opowieści o Alvinie Stwórcy
  - Siódmy syn (1993)
  - Czerwony prorok (1996)
  - Uczeń Alvin (1999)
  - Alvin czeladnik (1999)
  - Płomień serca (2003)
- Inne
  - Chaos (1999)

### Terry Pratchett
- Cykl o Długiej Ziemi (we współpracy ze Stephenem Baxterem) 
  - Długa Ziemia (2013)
  - Długa Wojna (2014)
  - Długi Mars (2015)
  - Długa Utopia (2016)
  - Długi kosmos (2017)
- Świat dysku
  - Kolor magii (1994)
  - Blask fantastyczny (1995)
  - Równoumagicznienie (1996)
  - Mort (1996)
  - Czarodzicielstwo (1997)
  - Trzy wiedźmy (1998)
  - Piramidy (1998)
  - Straż! Straż! (1999)
  - Teatr okrucieństwa [w zbiorze Czarnoksiężnicy z Dziwacznego Grodu] (1999)
  - Rybki małe ze wszystkich mórz [w zbiorze Legendy] (1999)
  - Eryk (1997)
  - Ruchome obrazki (2000)
  - Kosiarz (2001)
  - Wyprawa czarownic (2001)
  - Pomniejsze bóstwa (2001)
  - Panowie i damy (2002)
  - Zbrojni (2002)
  - Muzyka duszy (2002)
  - Ciekawe czasy (2003)
  - Maskarada (2003)
  - Na glinianych nogach (2004)
  - Wiedźmikołaj (2004)
  - Bogowie, honor, Ankh-Morpork (2005)
  - Ostatni kontynent (2006)
  - Carpe Jugulum (2006)
  - Piąty elefant (2006)
  - PRAWDA (2007)
  - Złodziej czasu (2007)
  - Ostatni bohater (2003)
  - Zadziwiający Maurycy i jego edukowane gryzonie (2004)
  - Straż nocna (2008)
  - Wolni Ciut Ludzie (2005)
  - Potworny regiment (2008)
  - Kapelusz pełen nieba (2005)
  - Piekło pocztowe (2008)
  - Łups! (2009)
  - Zimistrz (2007)
  - Świat finansjery (2009)
  - Niewidoczni Akademicy (2010)
  - W północ się odzieję (2011)
  - Niuch (2012)
  - Para w ruch (2014)
  - Pasterska korona (2016)
- O Świecie Dysku
  - Nauka Świata Dysku I (2000)
  - Terminarz Gildii Złodziei Świata Dysku (2004)
  - Nauka Świata Dysku II: Glob (2005)
  - Sztuka Świata Dysku (2005)
  - Nauka Świata Dysku III: Zegarek Darwina (2009)
  - Żółw przypomniany. Przewodnik po Świecie Dysku uaktualniony aż do „Niucha” (2013)
  - Nauka Świata Dysku IV: Dzień Sądu (2014)
  - Świat kupek (2017)
  - Kompendium i Atlas Świata Dysku (2018)
- Inne
  - Kot w stanie czystym (2005)
  - Mgnienie ekranu (2013)

### William Gibson
- Trylogia ciągu
  - Johnny Mnemonic(inne języki) (1981)
  - Wypalić Chrom (2018)
  - Neuromancer (1992)
  - Graf Zero (1997)
  - Mona Liza Turbo (1997)
- Trylogia Mostu
  - Światło wirtualne (1998)
- Inne
  - Maszyna różnicowa (1997)

### Roger Zelazny
- Karabiny Avalonu (1989)
- Pan Światła (1991)
- Oko kota (1992)
- Znak Jednorożca (1995)
- Ręka Oberona (1995)
- Dworce Chaosu (1995)
- Atuty zguby (1996)
- Krew Amberu (1996)
- Znak Chaosu (1996)
- Rycerz Cieni (1996)
- Książę Chaosu (1996)
- Ilustrowany przewodnik po zamku Amber (1996)
- Kroniki Amberu tom 1 (2010) (oprócz Dziewięciu książąt Amberu)
- Kroniki Amberu tom 2 (2010)

### Ursula K. Le Guin
- Grobowce Atuanu (1990)

### Inni
- Alexander Jablokov – Strażnik Śmierci [w zbiorze Rakietowe szlaki tom 1] (2011)
- C.J. Cherryh – Region Węża (1991)
- Christopher Moore – Baranek (2007)
- Col Buchanan – Wędrowiec (2010)
- David Eddings – Gambit magów (1994)
- David Eddings – Królowa magii (1994)
- David Eddings – Pionek Proroctwa (1994)
- F. Paul Wilson – Twierdza (1990)
- F. Paul Wilson – Odrodzony (1991)
- F. Paul Wilson – Odwet (1993)
- Fritz Leiber – Przynętna [w zbiorze Czarnoksiężnicy z Dziwacznego Grodu] (1999)
- George Lucas – Gwiezdne wojny (1990)
- Graham Masterton – Manitou (1989)
- Graham Masterton – Zemsta Manitou (1990)
- Greg Egan – Dywany Wanga [w zbiorze Nowe legendy] (1997)
- Guillermo del Toro & Daniel Kraus – Łowcy trolli (2015)
- Harlan Ellison – Chłopiec i jego pies (1986)
- Henry Kuttner – Grom o Świcie [w zbiorze „Conan i inni”] (1987)
- Henry Kuttner – Elak z Atlantydy (1990)
- J.G. Ballard – Witaj Ameryko (1996)
- James Kahn – Powrót Jedi (1992)
- Jim Butcher – Front burzowy (2011)
- Jim Butcher – Pełnia księżyca (2012)
- Jim Butcher – Śmiertelna groźba (2012)
- Jim Butcher – Rycerz lata (2013)
- Jim Butcher – Śmiertelne maski (2015)
- Jonathan Holt – Carnivia. Bluźnierstwo (2013)
- Justin Somper – Demony Oceanu (2006)
- Justin Somper – Fala Terroru (2007)
- Justin Somper – Krwawy Kapitan (2008)
- Justin Somper – Czarne serce (2009)
- Larry Niven – W mojej maszynie czasu siedzi wilk [w zbiorze Czarnoksiężnicy z Dziwacznego Grodu] (1999)
- Michael Swanwick – Stacje przypływu (1998)
- Michael Swanwick – Mądrość starej ziemi [w zbiorze To, co najlepsze w SF 3] (2001)
- Neil Gaiman – Na szczęście mleko (2013)
- Olaf Stapledon – Dziwny John (1990)
- Patricia A. McKillip – Zapomniane bestie z Eldu (2001)
- Paul Stewart & Chris Riddell – Śrubziemie czyli totalnie zakręcony świat (2003)
- Philip José Farmer – Gdzie wasze ciała porzucone (1997)
- Rob Wilkins – Terry Pratchett: Życie z przypisami (2022)
- Robert E. Howard – Dolina Grozy (1986)
- Robert E. Howard – Płomień Assurbanipala (1986)
- Robert E. Howard – Bogowie Bal-Sagoth (1987)
- Robert Sheckley – Wymiar cudów (1993)
- S.N. Dyer – Oddział lipcowy [w zbiorze Nebula ‘92] (1997)
- Sonia Orin Lyris – Gdy obcy się spotykają [w zbiorze Nowe legendy] (1997)
- Stephen R. Donaldson – Jad lorda Foula (1994)
- Stephen R. Donaldson – Skok w konflikt. Prawdziwa historia (1998)
- Stephen R. Donaldson – Mityczna Bestia [w zbiorze Czarnoksiężnicy z Dziwacznego Grodu] (1999)
- Stephen R. Donaldson – Skok w wizje. Zakazana wiedza (1999)
- Stephen R. Donaldson – Skok w potęgę. Mroczny zachłanny bóg powstaje (2000)
- Steve Barlow & Steve Skidmore – (Bez)błędny rycerz (2004)
- Steve Barlow & Steve Skidmore – Śmigoksiężnik (2004)
- Steve Barlow & Steve Skidmore – Trollogia (2005)
- Trudi Canavan – Ostatnia z dzikich (2009)
- Trudi Canavan – Kapłanka w bieli (2009)
- Trudi Canavan – Głosy bogów (2010)

### Czasopisma
- Fantastyka 04 (79) 1989
- Fantastyka 05 (80) 1989
- Fantastyka 06 (8(1) 1989
- Fantastyka 07 (82) 1989
- Fantastyka 09 (24) 1984
- Fantastyka 10 (85) 1989
- Fenix 01 (17) 1993
- Fenix 04 (13) 1992
- Fenix 05 (09) 1991
- Fenix 07 (23) 1993
- Fenix 07/08 (96) 2000
- Fenix 08 (24) 1993
- Fenix 09 (97) 2000
- Fikcje 01 (11) 1984
- Fikcje 01 (21) 1985
- Fikcje 02 (12) 1984
- Fikcje 03 (03) 1983
- Nowa Fantastyka 11 (266) 2004
- Nowa Fantastyka 11 (362) 2012
- Nowa Fantastyka 01 (100) 1991
- Nowa Fantastyka 01 (136) 1994
- Nowa Fantastyka 02 (101) 1991
- Nowa Fantastyka 02 (125) 1993
- Nowa Fantastyka 02 (293) 2007
- Nowa Fantastyka 03 (114) 1992
- Nowa Fantastyka 03 (102) 1991
- Nowa Fantastyka 04 (103) 1991
- Nowa Fantastyka 04 (139) 1994
- Nowa Fantastyka 04 (175) 1997
- Nowa Fantastyka 05 (104) 199(1
- Nowa Fantastyka 05 (140) 1994
- Nowa Fantastyka 05 (152) 1995
- Nowa Fantastyka 06 (141) 1994
- Nowa Fantastyka 06 (417) 2017
- Nowa Fantastyka 07 (142) 1994
- Nowa Fantastyka 11 (170) 1996
- Nowa Fantastyka 12 (171) 1996
- Problemy 08 (445) 1983
- Robot (fanzin) „0"